# South Nahanni
South Nahanni – główny dopływ rzeki Liard, płynący około 500 km na zachód od Yellowknife w kanadyjskiej prowincji Terytoria Północno-Zachodnie. Rzeka stanowi główną oś Parku Narodowego Nahanni. Płynie z gór Mackenzie przez góry Selwyn, zwiększając swoje rozmiary w drodze na wschód poprzez Wodospad Wiktorii i uchodzi do rzeki Liard. Nahanni ma unikalną historię geologiczną. Powstała, gdy obszar, przez który płynie, był szeroką, płaską równiną i utworzyła na niej kręte koryto, typowe dla rzek nizinnych. Kiedy teren zaczął się podnosić, tworząc góry, rzeka wyrzeźbiła w skałach cztery głębokie kaniony, zachowując swój niezwykły bieg.
Indianie Dene oraz ich przodkowie żyli i polowali w tej okolicy przez tysiące lat. Na początku XIX wieku przybyli tu pierwsi Europejczycy, poszukujący futer i złota, jednak nie osiedlili się tu do lat 50. XX wieku. Po publikacji książki Dangerous River przez R.M. Pattersona, która wyjaśniła legendy, rzeka w końcu zyskała rozgłos. Od tego czasu South Nahanni stała się jedną najważniejszych dzikich rzek Kanady, stając się celem miłośników raftingu z całego świata.

## Przebieg

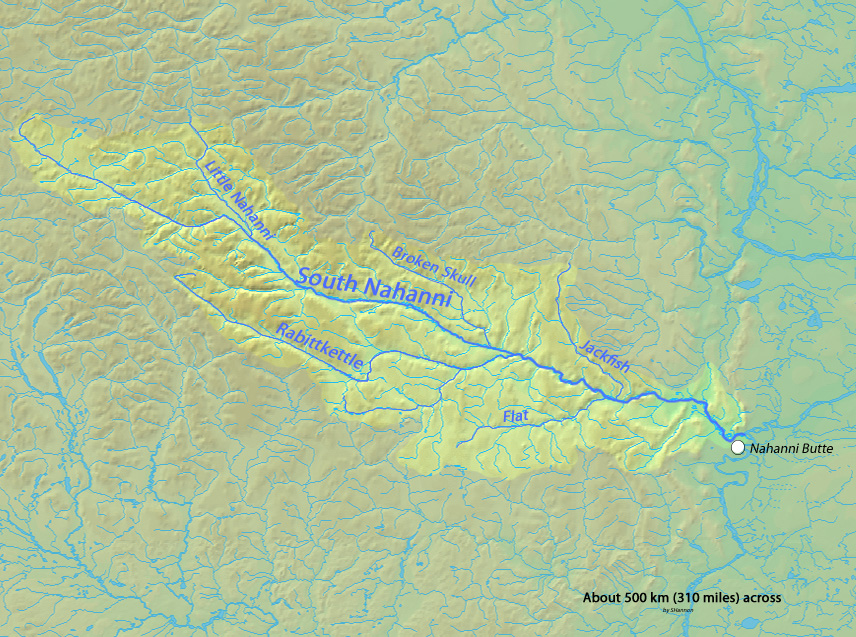
Dorzecze rzeki

Rzeka South Nahanni ma swój początek na zachodnich stokach góry Christie w Górach Mackenzie na wysokości 1600 m n.p.m. Płynie 10 km na południe od granicy Jukonu z Terytoriami Północno-Zachodnimi, skręca na południowy wschód i wpływa na teren Terytoriów Północno-Zachodnich koło Moose Ponds. Następnie przecina Góry Selwyn, w których wpływa do niej Little Nahanni na południe od Sapper Range.
Na wschód od Bologna Ridge zakręca na zachód, a potem znowu na południowy wschód. Na wschód od Vampire Peaks Range wpływa do niej rzeka Broken Skull, następnie Rabittkettle i Hole in the Wall Creek, gdy wpływa do Parku Narodowego Nahanni. Rzeka przecina całą długość parku, łącząc się tu z rzeką Flat. Na wschodnim krańcu parku przepływa między Liard Range a Twisted Mountain, gdzie łączy się z rzeką Jackfish i, meandrując, uchodzi do rzeki Liard w pobliżu Nahanni Butte, 90 km na północ od Fort Liard na wysokości 350 m n.p.m. Ostatnio udowodniono, że South Nahanni ma długość 563 km.

## Dopływy
Płynąc w kierunku od źródeł do ujścia rzeka South Nahanni przyjmuje wody następujących dopływów:
| Dopływ             | Współrzędne ujścia     | Uwagi        |
| ------------------ | ---------------------- | ------------ |
| Moose Ponds        | 62.91441°N 129.67060°W | prawy dopływ |
| Little Nahanni     | 62.47736°N 128.62759°W | prawy dopływ |
| Bologna Creek      | 62.34588°N 128.21657°W | prawy dopływ |
| Island Lake        | 62.34055°N 128.15620°W | lewy dopływ  |
| Broken Skull       | 62.26385°N 127.64486°W | lewy dopływ  |
| Brintnell Creek    | 62.05163°N 127.35865°W | prawy dopływ |
| Rabbitkettle       | 61.95242°N 127.16125°W | prawy dopływ |
| Hell Roaring Creek | 61.87397°N 126.62962°W | lewy dopływ  |
| Flood Creek        | 61.86318°N 126.38923°W | lewy dopływ  |
| Marengo Creek      | 61.59243°N 125.63626°W | prawy dopływ |
| Flat River         | 61.53333°N 125.34729°W | prawy dopływ |
| Windy Creek        | 61.24840°N 123.99271°W | prawy dopływ |
| Fishtrap Creek     | 61.23836°N 123.69412°W | lewy dopływ  |
| Jackfish River     | 61.14784°N 123.66486°W | prawy dopływ |
| Overflow Creek     | 61.14558°N 123.65602°W | lewy dopływ  |
| Mattson Creek      | 61.07633°N 123.59025°W | prawy dopływ |
| Beaver Water Creek | 61.00658°N 123.51062°W | prawy dopływ |
| Bluefish Creek     | 61.03754°N 123.43159°W | lewy dopływ  |

## Geografia i geologia

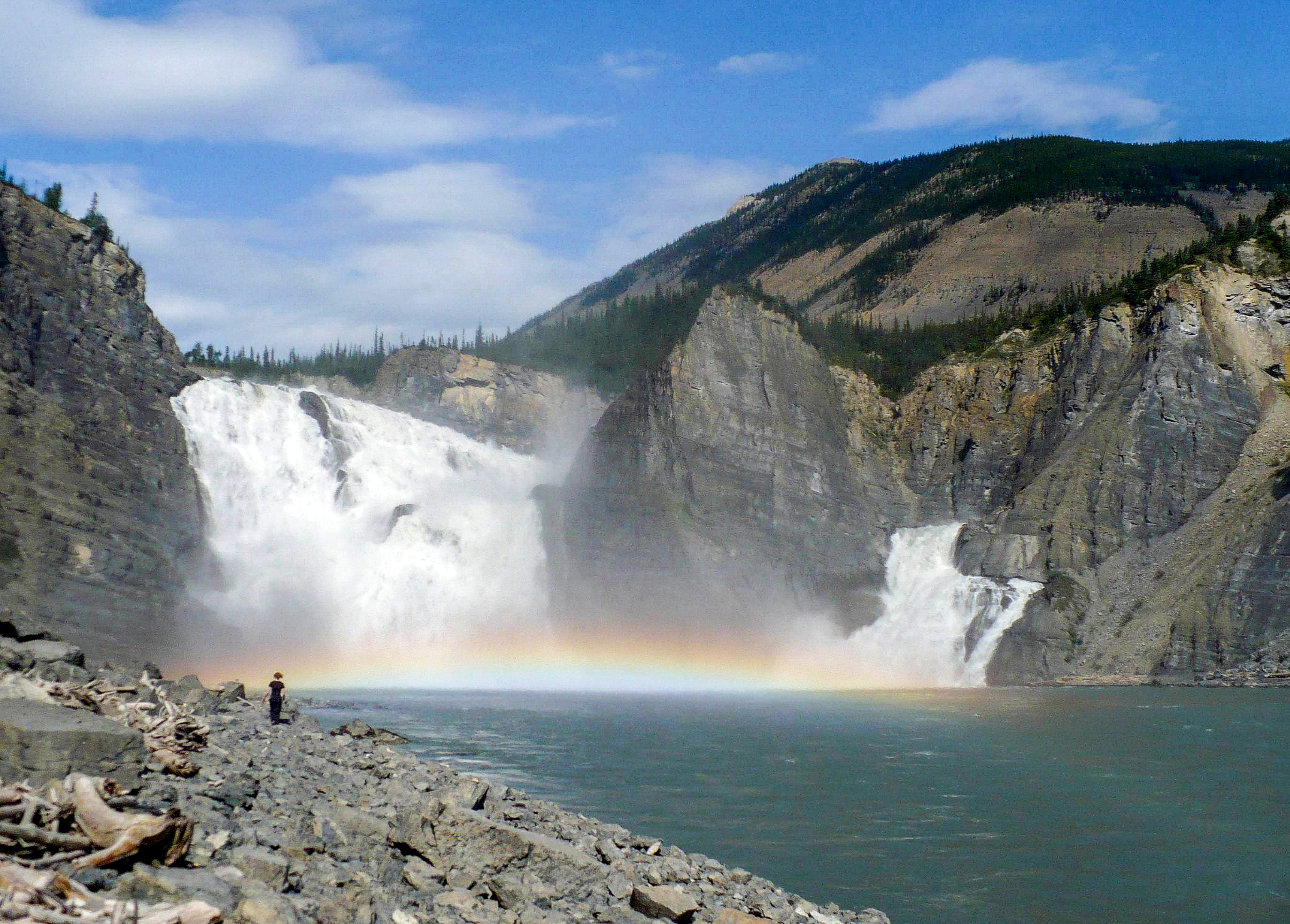
Wodospad Wirginii

Historia obszaru zaczęła się 550 mln lat temu pod powierzchnią tropikalnego morza. Uformowały się tu, z osadów pod wpływem wysokiego ciśnienia wywieranego przez morskie wody, warstwy piaskowca i wapienia. Z upływem czasu morze wyschło, tworząc rozległą równinę, po której zaczęła płynąć rzeka Nahanni. 
Nahanni jest wyjątkowa wśród górskich rzek. Uformowała się na długo przed tym, zanim powstały góry, tworząc kręty przebieg typowy dla nizinnych rzek. W czasie gdy wokół niej wypiętrzały się góry, Nahanni zachowała swój przebieg, wycinając w nich głębokie kaniony. 
Rzeka przekracza kilka łańcuchów górskich, będących częściami gór Mackenzie. Na odcinku źródłowym płynie przez dzikie Góry Selwyn, które powstały w wyniku kolizji płyty północnoamerykańskiej z pacyficzną około 200 milionów lat temu. W swojej drodze na wschód przecina łagodniejszy obszar gór pochodzenia osadowego, pochodzących mniej więcej z tego samego okresu, uformowanych przez batolity, które wypchnęły warstwy skał osadowych do góry, tworząc wielkie intruzje granitowe. W końcu South Nahanni wpływa do doliny rzeki Liard, tak jakby potężne siły tektoniczne działające na jej drodze zupełnie nie miały na nią wpływu.

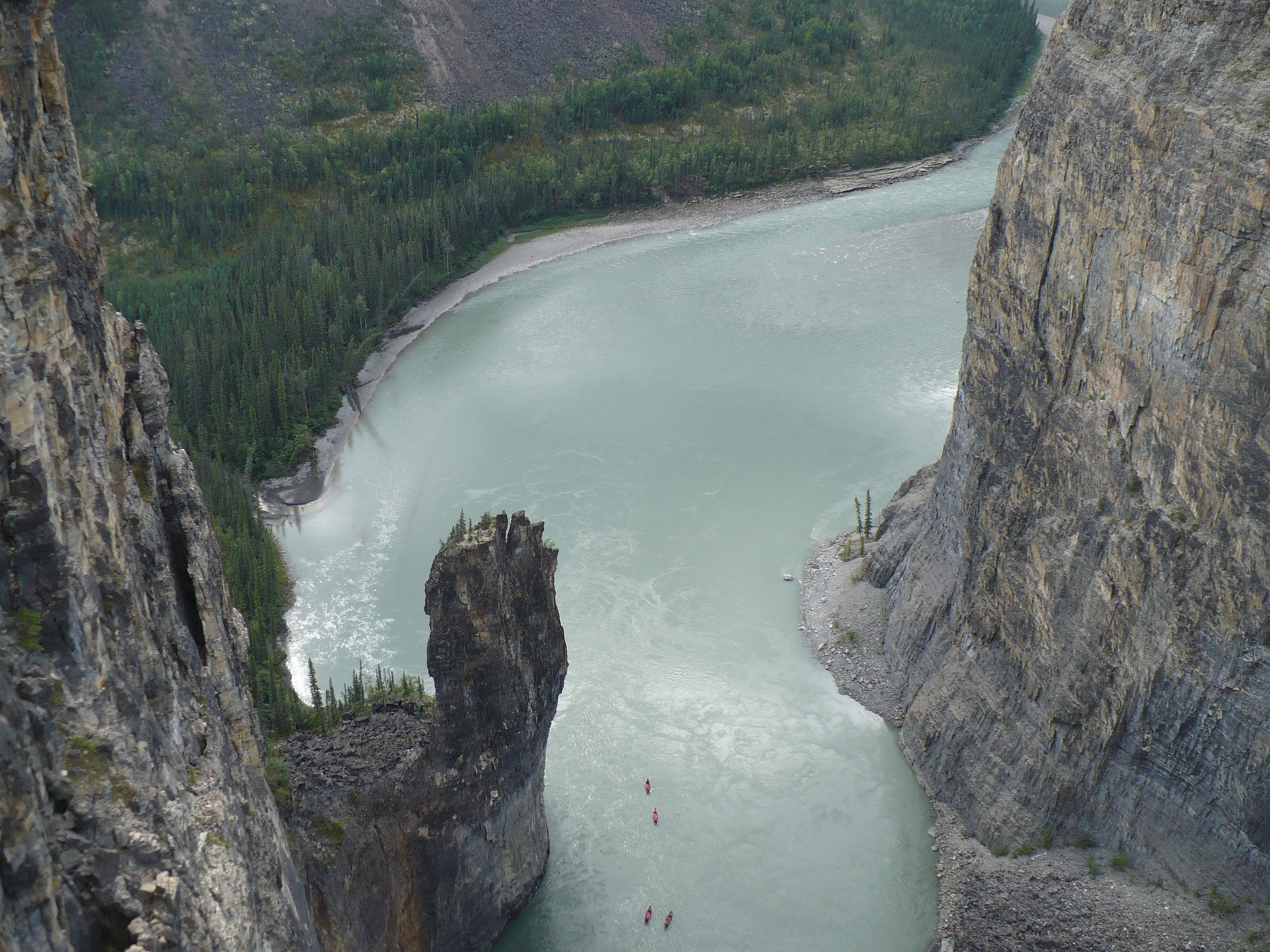
The Gate, Second Canyon

W okresie zlodowacenie Wisconsin dwa lądolody przemieszczały się wzdłuż Nahanni. Lądolód Cordilleran posuwał się z zachodu, a Laurentide od wschodu. Środkowym odcinkom rzeki udało się całkowicie uniknąć zlodowacenia, więc zachowały się tam jedne z najstarszych nieprzekształconych obszarów w Kanadzie.
Chociaż rzeka uniknęła działania potężnych sił szorujących lodowców, środkowy jej odcinek nie był całkowicie nienaruszony. Lądolód Laurentide zablokował ujście rzeki i jej dolina napełniła się wodą, tworząc dwukrotnie wielkie jezioro lodowcowe Nahanni i raz małe jezioro Tetcella. Miało to znaczący wpływ na najbardziej znany obiekt na rzece czyli wodospad Wirginii.
Obecny bieg Nahanni był pierwotnie zablokowany przez grzędę pobliskiej góry Sunblood. W okresie glacjału Illinoian (352–132 tys. lat temu), lodowiec zniszczył grzędę i rzeka przyjęła swój obecny bieg, wcinając się w teren i tworząc Fourth Canyon. W okresie ostatniego zlodowacenia dolina była zalana wodami Glacial Lake Nahanni, a ogromne ilości osadów z wód lodowcowych wypełniły po raz kolejny dolinę, przemieszczając wodospad do jego obecnego położenia.
idąc z biegiem rzeki, kolejno: First, Second i Third Canyon również nie zostały przekształcone przez bezpośrednie działanie lodowca. Kaniony rzeki Nahanni są w pewnym stopniu unikalne. Zwykle, gdy rzeka eroduje teren, tworząc dolinę, dolina ta przyjmuje kształt litery V. Efekt pozostawiony przez lodowiec w V-kształtnej dolinie jest charakterystyczny, ponieważ powstaje  dolina U-kształtna o bardziej stromych zboczach. Ponieważ bieg Nahanni powstał, zanim zaczęły formować się góry, rzeka utworzyła kaniony o stromych ścianach, opadających setki metrów do brzegów rzeki. Pozostając stosunkowo nieprzekształcone przez zlodowacenia, kaniony zachowały swój pierwotny wygląd.

## Historia
Okolica rzeki South Nahanni była zamieszkała przez ludność z plemienia Dene, kiedy przybyli tu pierwsi Europejczycy. Na początku 1823 dolny bieg rzeki był badany przez Alexandra MacLeoda z Kompanii Zatoki Hudsona. Kompania szybko straciła zainteresowanie nią, gdy okazało się, że rzeka nie mogła utrzymać dużej populacji tubylców i nie była również obiecującą drogą na zachód. Najbliższy fort Kompanii powstał w Fort Liard, w okolicach którego osiedliło się później wielu Indian znad Nahanni. 
W czasie gorączki złota w hrabstwie Cassiar w latach 70. XIX wieku pojawili się tu po raz pierwszy poszukiwacze. Znany jest fakt, że bracia MacLeod zostali znalezieni martwi nad Nahanni w 1906 rzekomo po wytyczeniu bogatej działki nad rzeką Flat. Później dwóch poszukiwaczy dotarło do South Nahanni znad Jukonu, idąc w górę Ross River, przeszli na drugą stronę do źródeł Nahanni i zeszli w dół rzeki w poszukiwaniu zaginionej działki. Jeden z nich zginął w tajemniczych okolicznościach, a jego ciało zostało znalezione przez jego partnera dopiero po latach. W ciągu następnych dekad wielu innych poszukiwaczy zaginęło lub zostało znalezionych martwych wzdłuż Nahanni i jej dopływów, powodując plotki i nadając rzece reputację szczególnie niebezpiecznej. Wydarzenia te spowodowały powstanie wielu nazw geograficznych w okolicy, takich jak Deadman Valley and Headless Valley.
Pojawienie się wodnosamolotów w połowie XX wieku w dużym stopniu zwiększyło dostępność rzeki i pozwoliło na zwiedzanie okolicy bez długiego podróżowania. Fakt ten oraz publikacja powieści R.M. Pattersona Dangerous River uczyniła z South Nahanni cel wypraw turystycznych. 
W 1972 w czasie swojej ostatniej wyprawy, Jean Poirel był przewodnikiem premiera Kanady Pierre'a Trudeau, który przybył tu osobiście, by zapoznać się z tym tajemniczym i fascynującym regionem. Po swojej wizycie Pierre Trudeau ogłosił Nahanni kanadyjskim parkiem narodowym.
W 1978 Park Narodowy Nahanni został wpisany na listę światowego dziedzictwa UNESCO. 
Rzeka South Nahanni została w styczniu 1987 wpisana na Listę kanadyjskiego dziedzictwa systemów rzecznych ze względu na jej wartości przyrodnicze i społeczne.

## Gospodarka
Nad South Nahanni położone są następujące porty lotnicze: Virginia Falls Water Aerodrome, Nahanni Butte Water Aerodrome i Nahanni Butte Airport.

## Literatura
- Nahanni National Park Reserve of Canada: Hydrology. Parks Canada, 2003-12-11. [dostęp 2006-10-23]. [zarchiwizowane z tego adresu (2005-02-16)].
- South Nahanni River. W: McCreadie, Mary: Canoeing Canada's Northwest Territories: A Paddler's Guide. Hyde Park, Ontario, Canada: Canadian Recreational Canoeing Association, 1995. ISBN 1-895465-09-5. Brak numerów stron w książce
- R. Neil Hartling: Nahanni: River of Gold, River of Dreams. Merrickville, Ontario, Canada: Canadian Recreational Canoeing Association, 1998. ISBN 1-895465-06-0. Brak numerów stron w książce